# تپه اولیاء
تپه اولیاء مربوط به دوران‌های تاریخی پس از اسلام است و در شمال‌غربی شهرستان درگز واقع شده و این اثر در تاریخ ۲۳ فروردین ۱۳۴۵ با شمارهٔ ثبت ۶۷۷ به‌عنوان یکی از آثار ملی ایران به ثبت رسیده است.